# Jaderná elektrárna Bataan
Jaderná elektrárna Bataan je dokončená, ale nikdy nezprovozněná filipínská jaderná elektrárna. Byla vybudována na poloostrově Bataan na ostrově Luzon západně od hlavního města Manily. Dostavěna byla roku 1984, ale po černobylské havárii bylo rozhodnuto neuvádět ji do provozu. Z elektrárny se stala turistická atrakce. Od roku 2007 je uvažováno o uvedení elektrárny do provozu.

## Historie

### Počátky
Civilní využití jaderné energie je na Filipínách aktivně podporováno od 50. let 20. století. 27. července 1955 se země zapojila do programu Atoms for Peace. Na základě studie provedené od roku 1961 byly také identifikovány dvě potenciální lokality; Bataan a San Juan. Obě lokality byly od hlavního města Manily vzdáleny téměř 100 kilometrů. MAAE vyjádřila obavy kvůli blízkostem k vulkanickým aktivitám, na čež Filipíny tyto obavy odmítky s tím, že lokality byly prozkoumány geology a vulkanology.

### Výstavba
General Electric nabídl výstavbu elektrárny se dvěma varnými reaktory o výkonu 600 MW každý za 700 milionů dolarů a Westinghouse se dvěma tlakovodními reaktory o výkonu 600 MW každý za 500 milionů dolarů. Kvůli jednoznačně levnější nabídce byl pro stavbu jaderné elektrárny zvolen návrh společnosti Westinghouse.
Výstavba prvního bloku byla zahájena 1. července 1976. Dne 21. října 1976 byla žádost o provedení přípravných prací předložena filipínské komisi pro atomovou energii a 20. prosince 1976 bylo schváleno omezené stavební povolení pro inženýrské stavby, aby se začalo s hloubením, mohla být zahájena stavební jáma, která byla v dubnu 1977 kompletně vykopána. 12. července 1977 byla podána žádost o stavební povolení celého zařízení.
Stavba jaderné elektrárny byla zcela dokončena začátkem roku 1984, takže v květnu 1984 mohl být reaktorový systém elektrárny poprvé zahřát na teplý zkušební provoz. V červnu 1984 požádala Philippines National Power Corporation o provozní licenci pro jadernou elektrárnu. První jaderné palivo bylo dodáno ve stejném měsíci. V únoru 1985 provedl tým MAAE pro hodnocení provozní bezpečnosti poslední misi před uvedením elektrárny do provozu. Tým v dubnu 1985 po dokončení mise potvrdil, že jaderná elektrárna Bataan je připravena zavézt první jaderné palivo, i když se neočekávalo, že by došlo k brzkému uvedení do provozu, protože vláda naplánovala další veřejná slyšení před uvedením do provozu. v září 1985 Nejvyšší soud nařídil reorganizaci Filipínské komise pro atomovou energii, protože v té době nebyla ústavně konstituována. Byl tam jen jeden komisař, který byl pod vedením jiného. Až do února 1986 byl jeden komisař přidělen čtyřem partnerům, takže rozhodovací pravomoc neležela na jedné osobě. To však vedlo k rozhodnutí soudu, že veřejná slyšení se musí opakovat v novém složení, což zdrželo uvedení elektrárny do provozu pravděpodobně až do října 1987. Nejvyšší soud formálně zablokoval vydání provozní licence až do opakování jednání.

#### Černobylská havárie
Po havárii reaktoru v Černobylu nastal v politice hluboký neklid, který v červnu přerušil veškeré práce a smlouva s Westinghouse byla zmrazena. V srpnu 1986 stáhla Philippines National Power Corporation svou žádost o provozní licenci, což způsobilo, že Filipínská komise pro atomovou energii zastavila veškeré regulační práce na jaderné elektrárně Bataan. Do konce projektu bylo do výstavby zařízení investováno téměř 2,3 miliardy dolarů. Neúspěch zprovoznění jaderné elektrárny Bataan vedl k tomu, že ministerstvo energetiky země bylo blízko bankrotu a od roku 1988 došlo v zemi k vážné energetické krizi.
Výsledkem bylo také několik právních sporů mezi filipínskou vládou a Westinghouse. V roce 1992 bylo původně dohodnuto, že Westinghouse uvede závod do provozu a že převezme provoz elektrárny na několik let. Na oplátku filipínská vláda měla zaplatit Westinghouse dalších 400 milionů dolarů.  V roce 1993 se očekávalo, že elektrárna bude uvedena do provozu v roce 1995, k čemuž však nedošlo. Palivo bylo v roce 1997 prodáno společnosti Siemens a od roku 1986 je elektrárna udržována v konzervaci. Poslední platba byla všem dodavatelům elektrárny odeslána v dubnu 2007, takže došlo ke splacení elektrárny.

### Uvedení do provozu
Od roku 2007 Filipíny opět zvažovaly využití jaderné energie ve svém energetickém mixu v budoucnu. K tomu by měl být v příštích 15 letech vytvořen odpovídající základ. Nicméně, filipínská vláda uvažovala o přeměně jaderné elektrárny Bataan na konvenční elektrárnu na plyn nebo vodík. Přestože ministr energetiky Angelo Reyes zdůraznil, že jaderná elektrárna Bataan může být stále uvedena do provozu jako jaderná elektrárna, může se zdát nákladově efektivnější postavit novou elektrárnu, zejména proto, že technologie jaderné elektrárny již neodpovídá nejnovějším bezpečnostním požadavkům a bude třeba ji dovybavit. Angelo Reyes také zdůraznil, že tato možnost bude zvážena.
Jako první krok byl v roce 2008 přijat zákon o zřízení nezávislého dozorového úřadu. V prosinci 2008 Korea Electric Power Company podepsala memorandum o porozumění s Philippine National Power Corporation za účelem přípravy studie proveditelnosti pro oživení jaderné elektrárny Bataan. Vývoj byl dokončen do roku 2010. Výsledky studie proveditelnosti ukázaly, že závod by teoreticky mohl být uveden do provozu do čtyř až pěti let za téměř miliardu dolarů. Společnost Korea Electric Power Company aktivně doporučila obnovení projektu. Rozhodnutí o uvedení do provozu se očekávalo v roce 2011, ale kandidáti pro prezidentské volby v květnu 2010 byli rozděleni v tom, zda by měl být Bataan uveden do provozu. Kromě zprovoznění Bataanu se nabízela i varianta výstavby nového zařízení. Pozornost byla věnována spolupráci s Korea Electric Power Company, protože by bylo možné využít nepotřebné komponenty pro reaktor OPR-1000, které byly v Severní Koreji plánovány pro použití pro jadernou elektrárnu Kŭmho.
Po havárii reaktoru v jaderné elektrárně Fukušima-Dajiči však byly veškeré další úvahy o oživení projektu prozatím přerušeny.
Dne 13. listopadu 2017 podepsaly Filipíny smlouvu o spolupráci s ruským státním podnikem Rosatom, která mimo jiné zahrnuje rozvoj infrastrukturních studií pro jadernou energetiku, výstavbu malých modulárních reaktorů na Filipínách a také audit a posouzení technického stavu jaderné elektrárny Bataan s případným vyhodnocením obnovy zařízení. V dubnu 2018 ruský velvyslanec Igor Chovajev na Filipínách prohlásil, že jaderná elektrárna Bataan je nyní za bodem oživení, protože je daleko mimo současný stav techniky. Předpokládal, že nebude možné dovést systém na nejmodernější technologie. To bylo v rozporu s výsledky Rosatomu v lednu 2018, které jistě ukázaly, že obnovení projektu Bataan je možné. V dubnu 2018 předložilo filipínské ministerstvo energetiky prezidentovi Rodrigu Dutertemu doporučení k politice jaderné energetiky, která zahrnovala rozhodnutí o jaderné elektrárně Bataan. Kromě toho byla také jako alternativa navržena opuštění projektu a uvolnění 300 hektarů plochy pro novou elektrárnu. V únoru roku 2022 prezident země Rodrigo Duterte podepsal výnos, který uznává roli jaderné energetiky v celkovém energetickém mixu země.

### Blok 2
Při udělení předběžné smlouvy v roce 1974 bylo stanoveno, že pro jadernou elektrárnu Bataan bude postaven i druhý blok. Při zadávání zakázky v roce 1976 však byla objednávka zadána pouze na jeden blok. Od roku 1978 se počítalo s výstavbou dalšího bloku v Bataanu od roku 1981 a také s výstavbou druhé jaderné elektrárny San Juan.

## Informace o reaktorech
| Reaktor  | Typ reaktoru      | Výkon  | Výkon  | Zahájení výstavby | Připojení k síti                    | Uvedení do provozu                  | Uzavření |
| Reaktor  | Typ reaktoru      | Čistý  | Hrubý  | Zahájení výstavby | Připojení k síti                    | Uvedení do provozu                  | Uzavření |
| -------- | ----------------- | ------ | ------ | ----------------- | ----------------------------------- | ----------------------------------- | -------- |
| Bataan-1 | Westinghouse M212 | 620 MW | 680 MW | 1. 7. 1976        | Licenční řízení zrušeno v roce 1986 | Licenční řízení zrušeno v roce 1986 |          |